# Ајвиланд (Пенсилванија)
Ајвиланд (енгл. Ivyland) град је у америчкој савезној држави Пенсилванија.

## Демографија
По попису из 2010. године број становника је 1.041, што је 549 (111,6%) становника више него 2000. године.
| Група             | 2000.       | 2010.       |
| Белци             | 466 (94,7%) | 914 (87,8%) |
| Афроамериканци    | 0 (0,0%)    | 4 (0,4%)    |
| Азијати           | 14 (2,8%)   | 81 (7,8%)   |
| Хиспаноамериканци | 9 (1,8%)    | 25 (2,4%)   |
| Укупно            | 492         | 1.041       |